# Fernando Andrés Gamboa
Fernando Andrés Gamboa (Marcos Juárez, 28 d'octubre de 1970) és un futbolista, ja retirat, i entrenador d'origen argentí. Com a jugador ocupava la posició de defensa.
Gamboa va iniciar la seua carrera el 1988 amb Newell's Old Boys, on va guanyar dos campionats de lliga. El 1991 debuta amb la selecció argentina i forma part del combinat que s'imposa a la Copa Amèrica de 1991. Fitxa pel River Plate el 1993, però només 12 partits després canvia a l'etern rival d'aquest equip, el Boca Juniors. Abans però, guanya el Clausura 1993. Entre 1996 i 1999, disputa la lliga espanyola amb el Reial Oviedo. Posteriorment va tornar a una segona etapa a les files del Newell's Old Boys. D'ací, va passar a Chacarita Juniors, Argentinos Juniors, Colo-Colo (Xile) i Grasshoppers (Suïssa). Com a entrenador, va dirigir el Newell's Old Boys durant la segona meitat del 2008.